# Liste der Nummer-eins-Hits in Australien (1950)
Diese Liste enthält alle Nummer-eins-Hits in Australien im Jahr 1950. 14 verschiedene Lieder erreichten in diesem Jahr Platz 1.

## Singles
| ← 1949 ← | Liste der Nummer-eins-Hits in Australien | Liste der Nummer-eins-Hits in Australien           | Liste der Nummer-eins-Hits in Australien                                             | 1951 → |
| \| Zeitraum \| Wo. ges. \| Interpret \| Titel Autor(en) \| Zusätzliche Informationen \| \| (Zeitraum, Wochen auf Platz eins, Interpret, Titel, Autor[en], zusätzliche Informationen) \| \| \| \| \| \| ----------------------------------------------------------------------------------------- \| -------- \| -------------------------------------------------- \| ------------------------------------------------------------------------------------ \| ------------------------------------------------------------------------------------------------------------------------------------------------------------------------------------- \| \| 24. Dezember 1949 – 3. Februar 1950 6 Wochen \| 6 \| Burl Ives; Dinah Shore \| Lavender Blue (Dilly Dilly) Musik: Eliot Daniel; Text: Larry Morey \| – \| \| 4. Februar 1950 – 3. März 1950 4 Wochen \| 4 \| Perry Como & The Fontane Sisters; Tony Pastor \| “A” – You’re Adorable Buddy Kaye, Sidney Lippman, Fred Wise \| – \| \| 4. März 1950 – 24. März 1950 3 Wochen \| 3 \| Perry Como; Russ Morgan Orchestra \| Forever and Ever Musik: May Singhi Breen; Text: Franz Winkler \| – \| \| 25. März 1950 – 14. April 1950 3 Wochen \| 3 \| Bing Crosby; Sammy Kaye \| The Four Winds and the Seven Seas Hal David, Don Rodney \| – \| \| 15. April 1950 – 5. Mai 1950 3 Wochen \| 3 \| Freddy Martin; Sammy Kaye \| I’ve Got a Lovely Bunch of Coconuts Harold Elton Box, Desmond Cox, Irwin Dash[1] \| – \| \| 6. Mai 1950 – 26. Mai 1950 3 Wochen \| 3 \| Buddy Clark; Vic Damone \| You’re Breaking My Heart Musik: Ruggiero Leoncavallo; Text: Pat Genaro, Sunny Skylar \| Mattinata hieß das italienische Original, das Enrico Caruso 1903 begleitet von Autor Leoncavallo aufnahm; Vic Damone war dann der Erste, der die englische Version veröffentlichte[2] \| \| 27. Mai 1950 – 9. Juni 1950 2 Wochen \| 2 \| Guy Lombardo & His Royal Canadians; Art Mooney \| Hop Scotch Polka Billy Whitlock, Gene Rayburn, Carl Sigman \| – \| \| 10. Juni 1950 – 23. Juni 1950 2 Wochen \| 2 \| Donald Peers \| I Told Them All About You Cliff Friend \| – \| \| 24. Juni 1950 – 11. August 1950 7 Wochen \| 7 \| Donald Peers; Freddy Martin; Teresa Brewer \| Music! Music! Music! Bernie Baum, Stephan Weiss \| – \| \| 12. August 1950 – 8. September 1950 4 Wochen \| 4 \| Gordon Jenkins & His Orchestra; Joe Loss Orchestra \| My Foolish Heart Musik: Victor Popular Young; Text: Ned Washington \| – \| \| 9. September 1950 – 3. November 1950 8 Wochen \| 8 \| Bing Crosby and the Andrews Sisters \| Quicksilver Edward Pola, Irving Taylor, George Wyle \| – \| \| 4. November 1950 – 10. November 1950 1 Woche \| 1 \| Sammy Kaye \| Hollywood Square Dance Musik: Paul Weirick; Text: Charles R. Hayes \| – \| \| 11. November 1950 – 15. Dezember 1950 5 Wochen \| 5 \| Dennis Day; Nat King Cole \| Mona Lisa Raymond B. Evans, Jay Livingston \| Das Lied war der Oscarpreisträger des Jahres. \| \| 16. Dezember 1950 – 26. Januar 1951 6 Wochen \| 6 \| Gordon Jenkins and the Weavers \| Goodnight Irene Huddie Ledbetter, John A. Lomax Sr. \| 1933 nahm Huddie Ledbetter alias Leadbelly den Song unter dem Titel Irene erstmals auf, nach seinem Tod wurde er zum internationalen Hit.[3] \| |                                          |                                                    |                                                                                      | |
| ← 1949 |                                          |                                                    |                                                                                      | → 1951 → |
| Zeitraum | Wo. ges.                                 | Interpret                                          | Titel Autor(en)                                                                      | Zusätzliche Informationen |
| (Zeitraum, Wochen auf Platz eins, Interpret, Titel, Autor[en], zusätzliche Informationen) |                                          |                                                    |                                                                                      | |
| 24. Dezember 1949 – 3. Februar 1950 6 Wochen | 6                                        | Burl Ives; Dinah Shore                             | Lavender Blue (Dilly Dilly) Musik: Eliot Daniel; Text: Larry Morey                   | – |
| 4. Februar 1950 – 3. März 1950 4 Wochen | 4                                        | Perry Como & The Fontane Sisters; Tony Pastor      | “A” – You’re Adorable Buddy Kaye, Sidney Lippman, Fred Wise                          | – |
| 4. März 1950 – 24. März 1950 3 Wochen | 3                                        | Perry Como; Russ Morgan Orchestra                  | Forever and Ever Musik: May Singhi Breen; Text: Franz Winkler                        | – |
| 25. März 1950 – 14. April 1950 3 Wochen | 3                                        | Bing Crosby; Sammy Kaye                            | The Four Winds and the Seven Seas Hal David, Don Rodney                              | – |
| 15. April 1950 – 5. Mai 1950 3 Wochen | 3                                        | Freddy Martin; Sammy Kaye                          | I’ve Got a Lovely Bunch of Coconuts Harold Elton Box, Desmond Cox, Irwin Dash        | – |
| 6. Mai 1950 – 26. Mai 1950 3 Wochen | 3                                        | Buddy Clark; Vic Damone                            | You’re Breaking My Heart Musik: Ruggiero Leoncavallo; Text: Pat Genaro, Sunny Skylar | Mattinata hieß das italienische Original, das Enrico Caruso 1903 begleitet von Autor Leoncavallo aufnahm; Vic Damone war dann der Erste, der die englische Version veröffentlichte |
| 27. Mai 1950 – 9. Juni 1950 2 Wochen | 2                                        | Guy Lombardo & His Royal Canadians; Art Mooney     | Hop Scotch Polka Billy Whitlock, Gene Rayburn, Carl Sigman                           | – |
| 10. Juni 1950 – 23. Juni 1950 2 Wochen | 2                                        | Donald Peers                                       | I Told Them All About You Cliff Friend                                               | – |
| 24. Juni 1950 – 11. August 1950 7 Wochen | 7                                        | Donald Peers; Freddy Martin; Teresa Brewer         | Music! Music! Music! Bernie Baum, Stephan Weiss                                      | – |
| 12. August 1950 – 8. September 1950 4 Wochen | 4                                        | Gordon Jenkins & His Orchestra; Joe Loss Orchestra | My Foolish Heart Musik: Victor Popular Young; Text: Ned Washington                   | – |
| 9. September 1950 – 3. November 1950 8 Wochen | 8                                        | Bing Crosby and the Andrews Sisters                | Quicksilver Edward Pola, Irving Taylor, George Wyle                                  | – |
| 4. November 1950 – 10. November 1950 1 Woche | 1                                        | Sammy Kaye                                         | Hollywood Square Dance Musik: Paul Weirick; Text: Charles R. Hayes                   | – |
| 11. November 1950 – 15. Dezember 1950 5 Wochen | 5                                        | Dennis Day; Nat King Cole                          | Mona Lisa Raymond B. Evans, Jay Livingston                                           | Das Lied war der Oscarpreisträger des Jahres. |
| 16. Dezember 1950 – 26. Januar 1951 6 Wochen | 6                                        | Gordon Jenkins and the Weavers                     | Goodnight Irene Huddie Ledbetter, John A. Lomax Sr.                                  | 1933 nahm Huddie Ledbetter alias Leadbelly den Song unter dem Titel Irene erstmals auf, nach seinem Tod wurde er zum internationalen Hit.                                          |